# Faro de Baily
El Faro de Baily (en inglés: Baily Lighthouse) es un faro situado al sur del Cabo de Howth, en el Condado administrativo de Fingal, Condado de Dublín, República de Irlanda.

## Historia

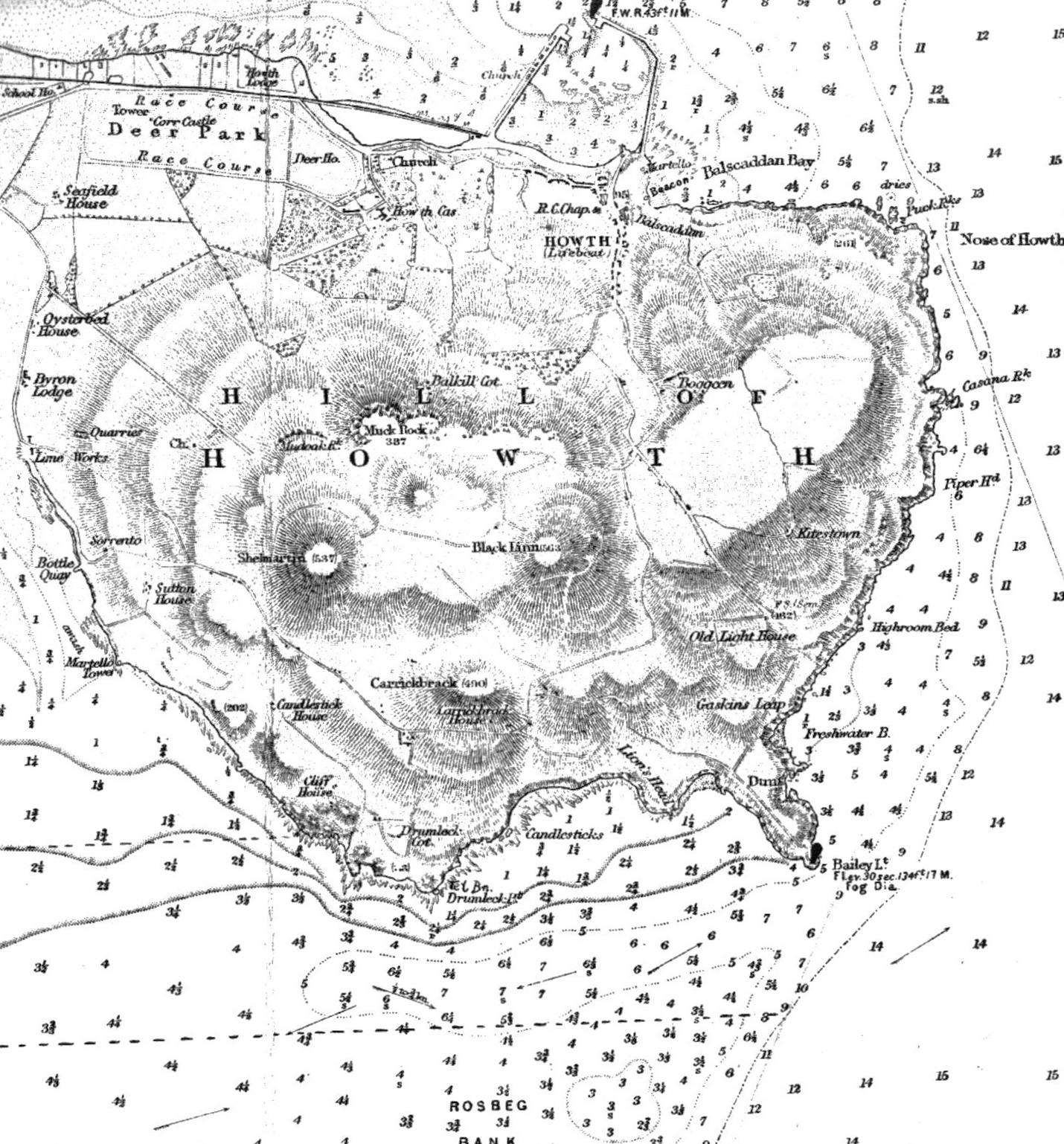
Mapa de 1875 del Cabo de Howth. En la parte inferior derecha está la punta donde está situado el actual Faro de Baily. Desde esta punta en dirección al centro del cabo viene indicada la situación del faro construido por Robert Reading en 1667.

En 1665, el rey Carlos II de Inglaterra otorgó patentes a Robert Reading para construir seis faros en la costa de Irlanda. Aproximadamente en 1667 fue puesto en servicio el faro en la cima del Cabo de Howth consistente en una linterna de piedra dentro de la cual se encendía un fuego alimentado con madera o carbón.
En 1790, Thomas Rogers, contratista de faros e inspector del Revenue Commisioners, uno de los antecedentes del Commisioners of Irish Lights, el organismo a cargo de la gestión de las ayudas a la navegación de Irlanda, reemplazó la antigua linterna por una torre y linterna modernas. Se instalaron 6 lámparas de Argand y reflectores catóptricos de cobre plateado. La luz era frecuentemente oscurecida por la niebla o nubes bajas, por lo que se tomó la decisión en 1810 de trasladarlo a una nueva posición más baja, eligiéndose la punta de Little Baily, también llamada Duncriffan.
La nueva torre y vivienda fueron diseñados por George Halpin, inspector del Ballast Board, otro antecesor del Commisioners. Tenía instalado un sistema catóptrico de 20 lámparas de Argand alimentadas con aceite y reflectores parabólicos y fue puesto en marcha el 17 de marzo de 1814. La torre de granito fue pintada de blanco y así estuvo hasta 1910 en que fue dejada la piedra a la vista. En 1853 se instaló una campana para señales sonoras en tiempo de niebla.

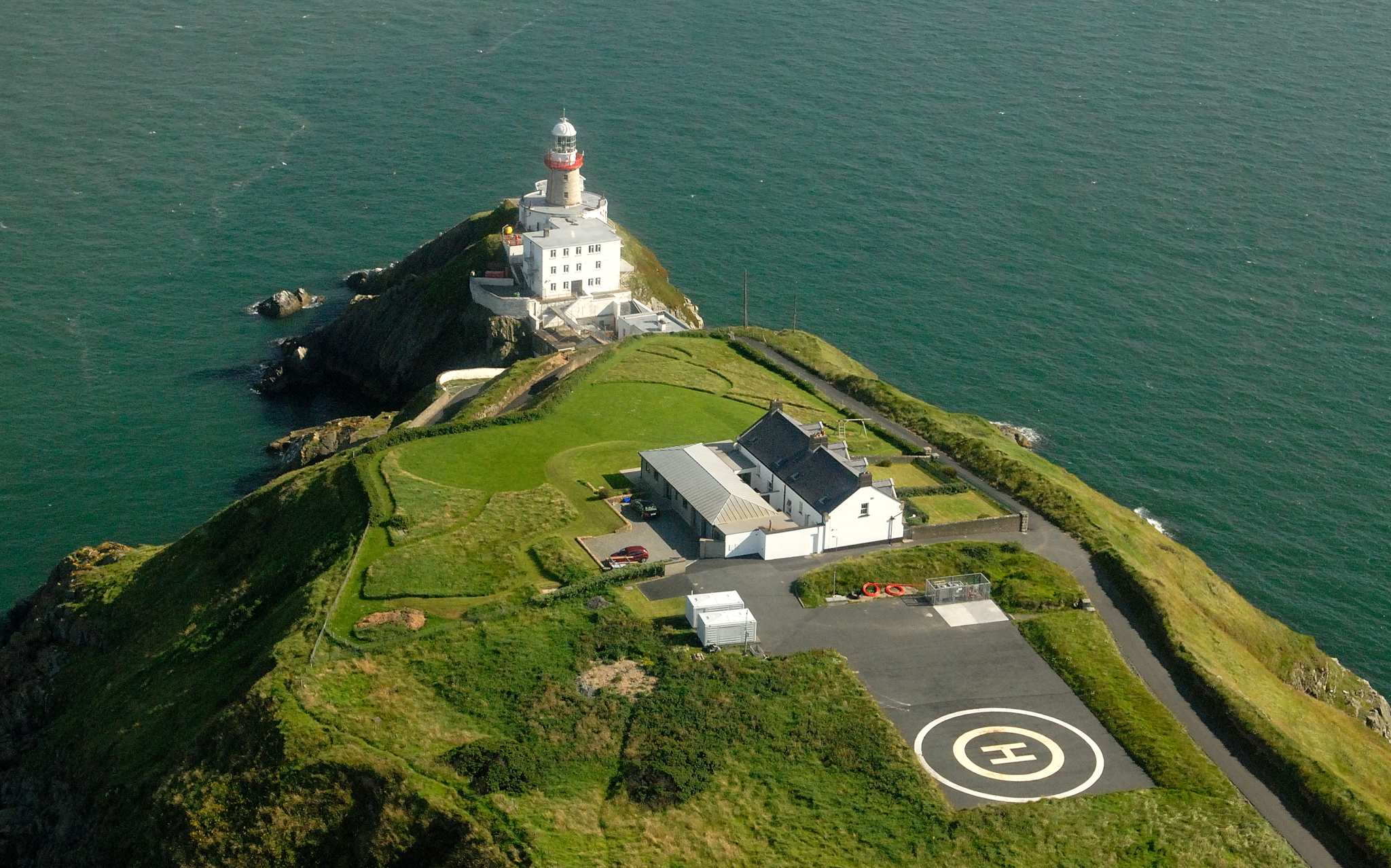
Vista aérea del Faro de Baily y su entorno.

En 1865 se puso en marcha una nueva óptica dióptrica de primer orden con el fin de mejorar la señalización entre los faros de Kish y de Tuskar. En ese año se hicieron pruebas en Baily para alimentar las lámparas con gas. El éxito de esas pruebas hizo extender la alimentación por gas en otros nueve faros.
Además de la campana para hacer señales sonoras, que se mantuvo hasta 1890, se instaló una bocina de aire comprimido, que fue sustituida por una sirena en 1879 y ésta por otra más moderna en 1926.
En 1902 el faro pasó de emitir una luz fija a tener una característica de un destello cada 30 segundos. En 1908 se sustituyó la alimentación a gas por otra de parafina vaporizada. Ninguna otra mejora fue realizada hasta que en 1972 fue cambiado todo el sistema óptico, instalando una nueva lente de 375 mm de distancia focal y una lámpara de incandescencia eléctrica de 1.500 w pasando a emitir un destello cada 20 segundos con un alcance de 26 millas náuticas. Toda la óptica sustituida se conserva en el Instituto Marítimo del Museo de Irlanda en Dún Laoghaire. Desde 1978 el faro permanece encendido en tiempo de niebla. La señal sonora fue finalmente eliminada en 1995. En 1997 el faro fue automatizado, el último de Irlanda en serlo. Su característica fue cambiada entonces a un destello cada 15 segundos. El faro se controla desde entonces desde las instalaciones del Irish Lights en Dún Laoghaire.

## Características
El faro emite un destello de luz blanca en un ciclo total de 15 segundos, con un alcance nominal nocturno de 26 millas náuticas.